# Arbeitsgericht Kolberg
Das Arbeitsgericht Kolberg war ein Gericht der Arbeitsgerichtsbarkeit mit Sitz in Kolberg.

## Geschichte
Gemäß Arbeitsgerichtsgesetz vom 23. Dezember 1926 wurden in Deutschland Arbeitsgerichte gebildet. Diese waren nur in der ersten Instanz organisatorisch selbstständige Gerichte, die Landesarbeitsgerichte waren den Landgerichten zugeordnet. Am Landgericht Köslin entstand so 1927 das Landesarbeitsgericht Köslin als eines von zwei Landesarbeitsgerichten im Bezirk des Oberlandesgerichtes Stettin. In Kolberg entstand das Arbeitsgericht Kolberg. Sein Sprengel umfasste den Bezirke der Amtsgerichte Greifenberg, Körlin, Kolberg und Treptow an der Rega. Es bestand je eine Kammer für Arbeiter, für Angestellte und für Handwerk.
Nach der Besetzung Deutschlands durch die Alliierten wurden 1945 die Deutschen vertrieben und die Geschichte des Arbeitsgerichts Kolberg endete.